# Cristian Coimbra
Cristian Michael Coimbra Arias (Santa Cruz de la Sierra; 31 de diciembre de 1988) es un futbolista boliviano. Juega como defensa.

## Trayectoria
Coimbra inició su carrera futbolística en 2007, jugando en Club Destroyers y militó en esa institución hasta el 2008. Luego fichó en el Club Deportivo Guabira hasta el primer semestre de 2012. En el segundo semestre de 2012, fichó por el Sport Boys Warnes, equipo donde jugó hasta mediados de 2014. En el segundo semestre de 2014, Coimbra fichó por el Blooming, equipo de su ciudad natal.

## Selección nacional
Es jugador internacional con la Selección de fútbol de Bolivia, donde ha jugado 4 partidos y no ha convertido goles. Incluso fue parte del plantel boliviano, que participó en la Copa América 2015, que se disputó en Chile, donde su selección fue eliminada en los cuartos de final, a manos de su similar de Perú. Coimbra debutó en la selección boliviana, el 15 de junio de 2015, precisamente en la Copa América de Chile 2015, en el triunfo de su selección sobre Ecuador por 3-2, en el Estadio Elías Figueroa Brander de Valparaíso, cuando reemplazó a Ricardo Pedriel, en el minuto 56 de ese partido.

## Clubes
| Club              | País    | Año         |
| ----------------- | ------- | ----------- |
| Guabirá           | Bolivia | 2009 - 2012 |
| Sport Boys Warnes | Bolivia | 2012 - 2014 |
| Blooming          | Bolivia | 2014 - 2016 |
| Sport Boys Warnes | Bolivia | 2016 - 2017 |
| Blooming          | Bolivia | 2017 - 2018 |
| Royal Pari F. C.  | Bolivia | 2019        |
| Real Santa Cruz   | Bolivia | 2020        |
| Jorge Wilstermann | Bolivia | 2021        |